# ويليام آيه. ويلمان
ويليام أوغستوس ويلمان (بالإنجليزية: William A. Wellman)‏ (29 فبراير 1896-9 ديسمبر 1975) كان مخرجًا أمريكيًا اشتهر بأعماله في أفلام الجريمة والمغامرة والإثارة، وغالبًا ما ركز فيها على شغفه الخاص بالمواضيع المتعلقة بالطيران. أخرج ويلمان العديد من أفلام الكوميديا الساخرة. بدأ مسيرته السينمائية كممثل ثم عمل بالإخراج. أخرج أكثر من 80 فيلمًا، وشارك أحيانًا في الإنتاج كمنتج ومستشار. أخرج فيلم وينغز (أجنحة) الشهير في عام 1927، والذي كان أول فيلم يفوز بجائزة الأوسكار لأفضل فيلم في حفل توزيع جوائز الأوسكار الأول، وفاز أيضًا بجائزة الأوسكار لأفضل قصة عن فيلمه أستار إز بورن (مولد نجم) (1937).

## أعماله السينمائية
سافر ويلمان من سان دييغو إلى هوليوود على متن طائرته من نوع سباد المقاتلة لقضاء عطلة نهاية الأسبوع، وهبط في ملعب البولو لفيربانكس في بيل إير. كان فيربانكس مولعًا بمغامرات «وايلد بيل» الواقعية، ووعد بتوصية ويلمان للحصول على وظيفة في مجال السينما، فكان بذلك مسؤولاً عن قيام ويلمان بدور البطولة في الفيلم الكوميدي الصامت ذا نيكربوكر بوكارو (1919). أُعطي ويلمان دور ضابط شاب في فيلم الدراما الصامت إيفانجلين (1919)، ولكنه طُرد بسبب صفعه للممثلة ميريام كوبر التي تؤدي دور البطولة وزوجة مخرج الفيلم راؤل والش.
صنع ويلمان أول عمل إخراجي لم يُذكر اسمه فيه في عام 1920 على قناة فوكس بعنوان ذا توينز أوف سوفيرينغ كريك. تشمل الأفلام الأولى التي يعود له الفضل في إخراجها فيلمي ذا مان هو وون وسيكوند هاند لوف اللذان صدرا في نفس اليوم في عام 1923. عُيِّن ويلمان من قبل شركة إنتاج باراماونت بيكتشرز في عام 1927 (بعد إخراجه أكثر من عشرة أفلام من نوع «أوبرا الخيول» ذات الميزانية المنخفضة) لإخراج فيلم وينغز (أجنحة)، فيلم الدراما الحربية الكبرى الذي يتحدث عن الطيارين المقاتلين خلال الحرب العالمية الأولى، والذي أُبرز من خلال عملية قتال جوية وسلسلة من الهجمات الجوية، إذ يبلغ الفيلم ذروته بمعركة القديس مييل الملحمية. كان الفيلم أحد الفيلمين الحاصلين على جائزة أفضل فيلم في حفل توزيع جوائز الأوسكار الأولى إلى جانب فيلم سانرايز (شروق الشمس)، وذلك على الرغم من كل التوترات التي حدثت داخل الأستوديو المتعلقة بنقص الوقت والميزانية. لم يُدع ويلمان لحضور حفل توزيع الجوائز.
تشمل أفلام ويلمان المعروفة الأخرى فيلم ذا بابلك إينيمي (1931)، وأول نسخة من فيلم أستار إز بورن (مولد نجم) (1937)، وفيلم نوثينغ سيكريد ((1937، ونسخة عام 1939 من فيلم بو جيست من بطولة غاري كوبر، وفيلم ثاندر بيردز (1924)، وفيلم ذا أوكس-بو إينسيدينت (حادث قوس الثور) (1943)، وفيلم ليدي أوف بورليسك (1943)، وفيلم ذا ستوري أوف جي. آي. جو (1945)، وفيلم باتلغراوند (ساحة المعركة) (1949)، وفيلمين من بطولة جون وين بعنوان آيلاند إن ذا سكاي (1953) وذي هاي آند ذا مايتي (السامي والقوي) (1954).
أنتج ويلمان أيضًا عشرة أفلام إلى جانب إخراجها ولم يُذكر اسمه في أحدها. كان فيلمه الأخير لفاييت إسكادريل (1958) الذي أنتجه وأخرجه وكتب قصته ورواه. كتب سيناريو فيلمين آخرين من إخراجه، وفيلم واحد لم يخرجه (فيلم ذا لاست غانغستر) .كتب أيضًا قصة فيلم أستار إز بورن، وذُكر اسمه في كتابة قصص نسخ الفلم التي صوِّرت لاحقًا في عام 1954 و1976 و2018.
ذُكر أن ويلمان كان يعمل بسرعة، وعادة ما كان يرضى باللقطة بعد تصوريها مرة واحدة أو مرتين. أغوى ويلمان سبعة ممثلين من العروض المرشحة لجائزة الأوسكار: فريدريك مارج وجانيت جاينور (أستار إز بورن)، وبريان دونليفي (بو جيست)، وروبرت ميتشوم (ذا ستوري أوف جي. آي. جو)، وجيمس وايتمور (باتلغراوند)، وجان ستيرلينج وكلير تريفور (ذي هاي آند مايتي)، وذلك على الرغم من سمعته في عدم تدليله للمثلين والممثلات في دور البطولة. قال ويلمان في حديث عن الممثلين في مقابلة له في عام 1952: «لا تتعلق النجومية في الفيلم بالقدرة على التمثيل، إنما بالشخصية والحالة المزاجية»، وأضاف: «لقد أخرجت مرةً فيلمًا من بطولة كلارا بوو. كانت كلارا شخصية غاضبة ومجنونة ولكن يا لها من شخصية مميزة».

## أعمال

### أفلام
- (1927) أجنحة
- (1931) ممرضة ليلية
- (1934) يعيش فيلا
- (1935) نداء البرية
- (1937) مولد نجم
- (1943) حادث قوس الثور
- (1950) ساحة المعركة
- (1954) السامي والقوي
- (1976) ميلاد نجم[14]

## جوائز وترشيحات
جوائز
- جائزة الأوسكار لأفضل قصة [الإنجليزية]‏، عن عمل: مولد نجم

ترشيحات
- جائزة الأوسكار لأفضل مخرج، عن عمل: السامي والقوي
- جائزة الأوسكار لأفضل مخرج، عن عمل: ساحة المعركة
- جائزة الأوسكار لأفضل مخرج، عن عمل: مولد نجم

## وصلات خارجية
- ويليام آيه. ويلمان على موقع IMDb (الإنجليزية)
- ويليام آيه. ويلمان على موقع الموسوعة البريطانية (الإنجليزية)
- ويليام آيه. ويلمان على موقع ألو سيني (الفرنسية)
- ويليام آيه. ويلمان على موقع تيرنر كلاسيك موفيز (الإنجليزية)
- ويليام آيه. ويلمان على موقع أول موفي (الإنجليزية)
- ويليام آيه. ويلمان على موقع قاعدة بيانات الأفلام السويدية (السويدية)
- ويليام آيه. ويلمان على موقع إن إن دي بي (الإنجليزية)
- ويليام آيه. ويلمان على موقع قاعدة بيانات الفيلم (الإنجليزية)
- ويليام آيه. ويلمان على موقع كينوبويسك (الروسية)